# Даблин (Калифорния)
Даблин (англ. Dublin) — город в округе Аламида в штате Калифорния в Соединённых Штатах Америки.
Согласно данным переписи населения США 2020 года число жителей города 
составляло 72 589 человек, что существенно больше (+ 57.7%), чем было во время предыдущей переписи проводившейся в 2010 году (46 036 человек).

## История
Статус города Даблин получил в мае 1956 года.
В 2011 году город был награждён премией All-America City Award (с англ. — «Всеамериканский город») присуждаемой Национальной гражданской лигой, которую неофициально называют «Нобелевской премией за конструктивное гражданство» и которая выдается за активную гражданскую позицию жителей некорпоративных сообществ Соединённых Штатов в жизни местного самоуправления.

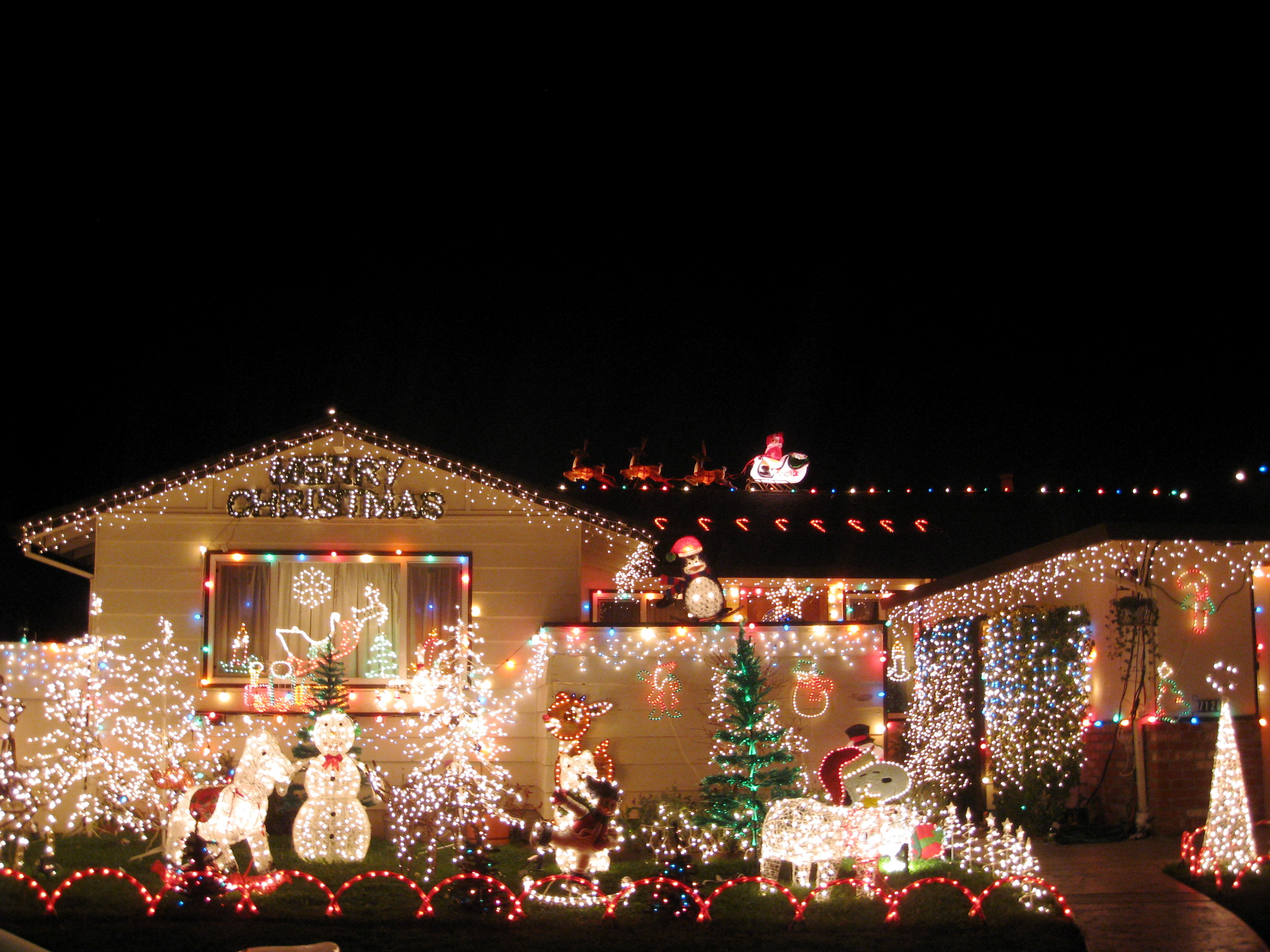
Рождество в Даблине

Ежегодное празднование Дня Святого Патрика включает в себя забег и прогулку на 5 километров, завтрак с блинами, двухдневный фестиваль и парад. Парад популярен как среди жителей Даблина, так и среди гостей из-за пределов города, и его популярность растет с каждым годом. Он спонсируется клубом «Dublin Rotary Club», в нем участвуют музыкальные группы и красочные платформы. Дублинские пожарные спонсируют завтрак с блинами и проводят экскурсии по пожарной части, которые пользуются популярностью у детей. Фестиваль продолжается все выходные и включает в себя еду, игры, детские аттракционы, искусство и ремесла, а также информацию о местных организациях.

## География
Согласно данным Бюро переписи населения США, общая площадь города составляет 15,2 квадратных мили (40 км2) и вся эта территория приходится на сушу.